# Maartenspenning
De Maartenspenning is een onderscheiding van de stad Utrecht. De onderscheiding werd in 1985 ingesteld door het Utrechtse College van Burgemeester en Wethouders, en wordt toegekend aan personen die zich gedurende een lange periode geheel belangeloos voor Utrecht verdienstelijk hebben gemaakt in bestuurlijke functies op kerkelijk, cultureel, maatschappelijk of sportief terrein.
De onderscheiding zelf is een bronzen legpenning met aan de voorzijde een afbeelding van Sint Maarten te paard. Op de achterzijde staat Sint Maarten afgebeeld, terwijl hij zijn mantel in stukken snijdt met zijn zwaard. Het ontwerp van de penning is van de hand van Theo van de Vathorst.
De Maartenspenning 2010 werd postuum toegekend aan tekenaar Peter Vos.